# Melina Abdullah
Melina Abdullah, née en 1972 à Oakland, est une universitaire américaine cofondatrice du chapitre Black Lives Matter de Los Angeles. Elle dirige le département des études panafricaines de la California State University.
En avril 2024, Cornel West nomme Melina Abdullah comme candidate à la vice-présidence dans le cadre de sa campagne présidentielle.